# Облога Бахрейна (1559)
Облога Бахрейна — облога португальського форту на острові Бахрейн в 1559 році військами Османської імперії на чолі з губернатором еялету Лахса Мустафа-пашею. Бахрейн з його привабливою торгівлею перлами знаходився у вассальних відносинах з королівством Ормуз, яке в свою чергу, з 1515 року було вассалом Португальської імперії. Облога була невдалою, і португальцям вдалось розбити нападників після того, коли з португальських фортець в Ормузі і Маскаті було надіслені підкріплення.

## Передумови
В XVI ст. Бахрейн був домініоном Королівства Ормуз, яке саме з 1515 року стало вассалом Португальської імперії, після того, як португальський флот на чолі з Афонсу де Албукеркі завоював Ормуз.
У 1538 році Османська імперія захопила у Персії портове місто Басру, отримавши вихід до Перської затоки і таким чином вступивши в контакт з португальцями. У 1552 році на південному узбережжі Перської затоки був заснований османський Еялет Лахса зі столицею в портовому місті Ель-Катіф, що знаходилось на узбережжі Перської затоки менш ніж в 80 км від Бахрейну. Його губернатор Мустафа-паша мав намір захопити Бахрейн і взяти під власний контрль знаменитий вилов перлів, який процвітав на острові. Для цього, без узгодження плану нападу з центральною османською владою, Мустафа-паша зібрав флотилію з двох галер та 70 транспортних човнів які переправили османський загін в кількості від 800 до 1200 військових з міста Ель-Катіф на узбережжі Аравії до Бахрейну.

## Облога
У липні османи висадилися на острів Бахрейн і негайно почали обстріл форту Бахрейн з артилерії. Форт захищав ормузький губернатор Мурад Сах (португальською Rax Morado), з залогою з 400 перських найманців, які міцно трималися не дивлячись на османський обстріл. Захисникам вдалось відправили до Ормуза швидке судно з повідомленням про напад.
Отримавши повідомлення з Бахрейну, капітан Ормуза Антоніу де Норонья відправив свого племінника Жуана де Норонья з підкріпленням на 10 легких галерах (фустах) до Бахрейну і наказав капітану Алваро да Сілвейра в Маскаті рухатися туди ж зі своїми силами на борту бойової каравели і кількох легких галер. Оскільки Жуан був молодим і недосвідченим, по прибуттю на Бахрейн османам вдалось розпорошити його невеликий флот.
Капітан Алваро да Сілвейра був більш успішним: пройшовши далі до Аль-Катіфа і звідти повернувши на Бахрейн, він зміг підійти до острова з заходу, а не зі сходу, і таким чином ввів в оману османів, які повірили, що його флот є дружнім підкріпленням, надісланим з Басри. Скориставшись ранковим серпанком, Альваро да Сільвейра зміг несподіваною атакою захопити османський флот, таким чином захопивши османів на острові. Османи зняли облогу форту, але відступили до пальмового гаю, де розбили табір.
Минуло кілька тижнів сутичок, протягом яких португальці так і не змогли здолати османських нападників. Антоніу де Норонья доручив головному архітектору Інофре де Карвальо, який випадково проводив тоді ремонт у фортеці Ормуза, побудувати дуже велику військову повозку, озброєну артилерією:
|  | [...] дерев'яну машину на високих колесах, на вершині якої знаходились солдати і артилерія, бо Дом Антоніо де Норонья вирішив вести цю машину вперед, щоб турки витратили на неї лють вого першого залпу з аркебуз. |

Зрештою серед турків і португальців розпочалась епідемія чуми, яка призвела до великих втрат з обох сторін, і османи запропонували мирні умови. 6 листопада португальці на чолі з Антоніу Норонья надали можливість османам повернутись з Бахрейна до Ель-Катіфа в обмін на залишення на острові їх зброї та виплату контрибуції в розмірі 12 000 крузадо або одного мільйона акче.

## Наслідки
Облога Бахрейну в 1559 році ознаменувала кінець спроб Османської імперії кинути виклик португальській гегемонії в Перській затоці. Османи зробили ще одну спробу напасти на португальців лише через 21 рік, коли у 1580 році адмірал Мір Алі-бег очолив невеликий флот у рейді до східноафриканського узбережжя Суахілі.